# Unione montana Alta valle del Metauro
L'Unione montana Alta valle del Metauro è un'unione dei comuni, con sede in Urbania, in provincia di Pesaro e Urbino nelle Marche. È stata istituita il 1º gennaio 2015, in sostituzione della Comunità montana Alto e medio Metauro; quest'ultima soppressa il 31 dicembre 2014, con legge regionale nº35 dell'11 novembre 2013 avente come oggetto: norme in materia di Unioni Montane e di esercizio associato delle funzioni dei Comuni montani.

## Comuni
È costituita dai comuni di:
| Rank | Comune                 | Superficie (km²) | Abitanti | Densità (ab./km²) | Altitudine (m s.l.m.) | Frazioni |
| ---- | ---------------------- | ---------------- | -------- | ----------------- | --------------------- | --- |
| 1    | Borgo Pace             | 56,22            | 538      | 9,77              | 469                   | Lamoli, Parchiule, Sompiano |
| 2    | Fermignano             | 43,7             | 8 332    | 192,38            | 200                   | Bivio Borzaga, Ca' l'Agostina, Calpino, San Silvestro, Santa Barbara, Ca' Vanzino, Pagino, Villa del Furlo |
| 3    | Isola del Piano        | 23,3             | 553      | 23,82             | 210                   | Castelgagliardo |
| 4    | Mercatello sul Metauro | 68,36            | 1 314    | 19,31             | 429                   | Castello della Pieve |
| 5    | Montecalvo in Foglia   | 18,25            | 2 738    | 150,19            | 345                   | Borgo Massano, Ca' Gallo, San Giorgio |
| 6    | Peglio                 | 21,36            | 659      | 31,04             | 650                   | |
| 7    | Petriano               | 11,27            | 2 766    | 245,7             | 327                   | Gallo, Riceci, Santa Maria in Calafria, Valzangona |
| 8    | Piobbico               | 48,2             | 1 833    | 38,9              | 339                   | Acquanera, Bacciardi, Ca' Giavaccolo, Cardella, Colle, Cuppio,Fratta, Monteforno, Piano |
| 9    | Sant'Angelo in Vado    | 67,34            | 3 949    | 59,49             | 359                   | |
| 10   | Urbania                | 77,53            | 6 935    | 89,41             | 273                   | Barca, Campi Resi, Campolungo, Gualdi, Muraglione, Orsaiola, Ponte San Giovanni, San Lorenzo in Torre, Santa Maria del Piano, Santa Maria in Campolungo, Santa Maria in Spinateci, San Vincenzo in Candigliano |
| 11   | Urbino                 | 226,50           | 13 803   | 62,28             | 485                   | Canavaccio, Ca' Mazzasette, Castelcavallino, Pieve di Cagna, Torre San Tommaso, Trasanni, Schieti, Forcuini, La Marcella, Pozzuolo, Paganico, Coldelce, Repuglie, Scotaneto                                    |

I dati sono aggiornati al 31/12/2020
Rispetto alla precedente Comunità Montana, hanno aderito al nuovo ente i comuni di Piobbico (ex Comunità montana del Catria e Nerone) e di Isola del Piano (ex Comunità montana del Metauro).

## Amministrazione
| Periodo                        | Presidente        | Carica                                                   | Note        |
| ------------------------------ | ----------------- | -------------------------------------------------------- | ----------- |
| 1º gennaio 2015 - ottobre 2017 | Romina Pierantoni | Presidente dell'Unione Sindaca di Borgo Pace             | [ 2 ] [ 3 ] |
| ottobre 2017 - gennaio 2024    | Fernanda Sacchi   | Presidente dell'Unione Sindaca di Mercatello sul Metauro | [ 4 ]       |
| gennaio - giugno 2024          | Cristina Belpassi | Vicepresidente dell'Unione Sindaca di Peglio             |             |
| giugno 2024 - in carica        | Stefano Parri     | Presidente dell'Unione Sindaco di Sant'Angelo in Vado    |             |